# Czartak (grupa literacka)
Czartak – regionalistyczna grupa literacka, którą w Wadowicach założył Emil Zegadłowicz, aktywna w latach 1922-1928.
Nazwę zaczerpnięto z dialektu, oznacza lepiankę, strażnicę, budę z desek. Nazwą Czartak określano też budowlę znajdującą się w pobliżu wsi Mucharz (prawdopodobnie dawna wartownia lub kaplica).
Program Czartaka łączył mistycyzm religijny z miłością do przyrody i pochwałą "prostaczka" ściśle z nią obcującego (franciszkanizm). Niechętnie nastawiony do współczesnej cywilizacji (antyurbanizm). Inspirował się ideami ekspresjonizmu. Grupa związana była z kulturą i topografią Beskidów, promując motywy regionalne. W latach 1922–1928 grupa wydała  3 numery czasopisma „Czartak”.
Do grupy należeli m.in.: Edward Kozikowski, Jan Nepomucen Miller, Tadeusz Szantroch, Janina Brzostowska, Zofia Kossak-Szczucka, Jan Wiktor oraz kilku wybitnych artystów-plastyków, jak  Julian Fałat, Wojciech Weiss, Zbigniew Pronaszko, Jan Hrynkowski. Część członków grupy wywodziła się ze środowiska czasopisma „Ponowa”.